# Rue Joseph-Vernet
La rue Joseph-Vernet est une voie de la commune française d’Avignon, ville du département français de Vaucluse en région Provence-Alpes-Côte d'Azur.

## Situation et accès
Elle débute rue de la République et se termine rue Saint-Étienne.

## Origine du nom
Elle porte le nom du peintre, dessinateur et graveur français Joseph Vernet (1714-1789)

## Historique
La rue Joseph-Vernet se situe sur l'emplacement des anciennes lices des remparts de XIe et XIIIe siècles. Ce qui justifie sa forme curviligne et sa première dénomination puisqu'un plan dressé en 1618 lui donne le nom de « rue des Lices antiques ». Elle fut sans doute une des premières rues d'Avignon à être pavée au XVIe siècle ce qui lui permit de prendre temporairement la dénomination de « rue de la Calade ». Ce premier pavage ne résista pas aux charrois et, en 1604, le vice-légat Charles Conti ordonna qu'elle fut à nouveau caladée. Initiative qui plût puisque désormais cette artère prit le nom de « rue Conti ». Ce qui n'empêcha point la confusion puisqu'un document daté de 1744 la signale comme « rue Calade sive de Conti ou des Lices ». Ce ne fut qu'en 1884 que la municipalité d'alors la rebaptisa « rue Joseph-Vernet ».
La disparition progressive des ruines des vieilles fortifications, entre le XVIIe et le XVIIIe siècle permit progressivement la construction de nombreux hôtels particuliers, près d'une douzaine, ce qui donna à cette rue le caractère aristocratique qui reste toujours le sien actuellement. Il n'est d'ailleurs pas rare actuellement qu'elle soit surnommée le « faubourg Joseph-Vernet ».

## Bâtiments remarquables et lieux de mémoire

### Hôtel de Cambis de Servières
Situé au no 87, cet hôtel qui appartenait au XVIe siècle à Louis de Cambis d'Orsan passa, à sa mort, en 1605, à son frère Richard de Cambis de Servières, puis par mariages successifs aux Cambis de Velleron et aux Vidanud de La Tour. Cet immeuble fut dévasté en 1653, lors de la guerre civile entre les Pessugaux et les Pévoulins. Ce fut Jean-Baptiste Franque qui lui donna son aspect actuel lors de sa reconstruction en 1742. Les sculptures de la façade, datées de 1755, son l'œuvre de Joseph Bernus.

### Collège Saint-Nicolas d'Annecy
Il fut fondé par le cardinal Jean Allarmet de Brogny et prit rapidement le nom de « Grand Collège ». Destiné initialement à héberger vingt-quatre étudiants en droit canon et en droit civil, dont huit originaires du diocèse de Genève, huit du comté de Savoie, huit des provinces ecclésiastiques de Vienne et d'Arles, il perdit toute notoriété au cours du XVIIe siècle face au succès de l'enseignement des jésuites d'Avignon. En 1705, il fut uni au collège du Roure puis vendu comme bien national à la Révolution. Il fut légué, en 1901 à la Fondation Calvet. Dans sa cour sont toujours visibles la tour d'escalier due à François de Royers de la Valfenière (1642) et les arcades soutenant le premier étage que fit construire Pierre II Mignard (1704-1705).

### Hôtel des Taillades
Situé au no 58, il fut d'abord connu sous le nom d'hôtel de Bassinet. Ce fut Pierre de Bassinet d'Augard qui fit entreprendre sa construction un peu avant 1710 et elle n'était pas encore achevée en 1710. C'est la maison natale de l'abbé Alexandre-Joseph de Bassinet (1733-1815), prédicateur et agent secret royaliste pendant la Révolution. L'Hôtel fut vendu en 1771 à Joseph-Marie de Monier, baron des Taillades, dont la famille en resta propriétaire jusqu'en 1869. Il est à noter que sa façade est décorée de trophées d'armes qui encadrent la fenêtre centrale du premier étage.

### Hôtel de Raphélis-Soissan
Situé au no 67, l'hôtel est sur l'emplacement des premiers édifices datés du XVe siècle. Ils appartenaient à des macelliers (bouchers). Ce n'est qu'à la fin du XVIIe siècle que ces deux bâtiments devinrent la propriété de François-Marie de Louvancy, puis ils passèrent par mariage à Gaspard de Belli, seigneur de Roays. Ce fut la famille de Soissan, qui en eut la propriété au milieu du XVIIIe siècle et qui lui donna son nom. Elle venait de Malemort-du-Comtat où elle possédait le château Unang. Au cours de la Révolution Joseph-François-Hyacinthe de Raphélis-Soissan n'émigra pas et conserva la propriété de ses biens dont celle de son Hôtel particulier d'Avignon. Il décéda en l'An X. Les livres, plus de 3 500, les partitions et les instruments de musique et de physique de ce grand collectionneur et érudit, furent vendus aux enchères en 1811. L'hôtel devint la propriété de la Fondation Calvet en 1940 qui y réunit ces collections d'Histoire Naturelle et lui donna le nom de Muséum Requien.

### Hôtel de Villeneuve-Martignan

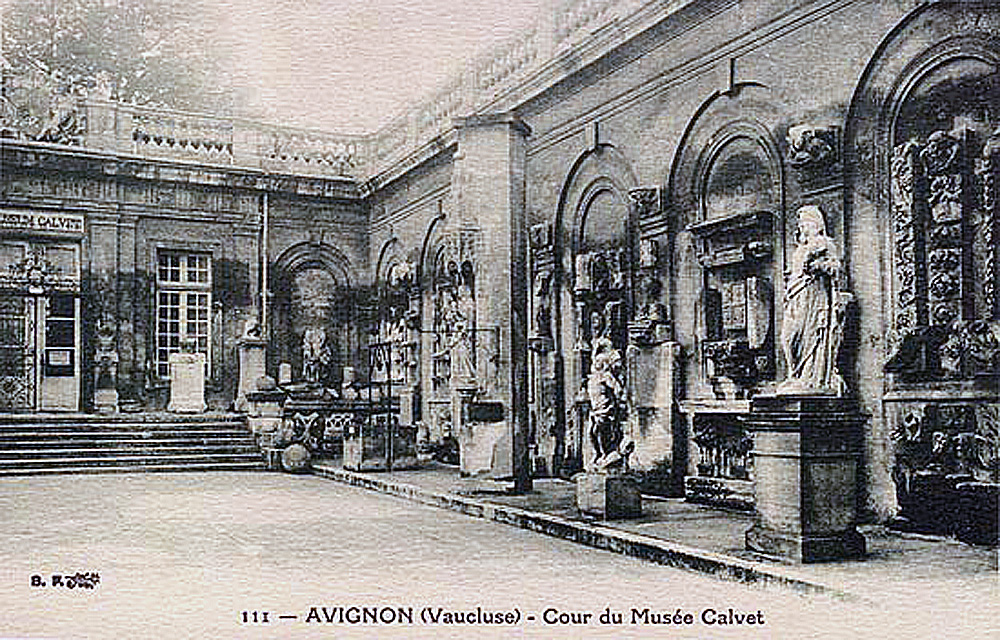
Cour d'honneur du musée Calvet à la fin du XIXe siècle.

Sur cet emplacement se trouvait la Livrée de Cambrai, nommée du nom de son dernier occupant le cardinal Pierre d'Ailly, évêque de Cambrai. En 1719, elle fut vendue à François-René de Villeneuve, marquis d'Arzeliers et seigneur de Martignan, dans la Principauté d'Orange.
En 1734, son fils, Jacques-Ignace de Villeneuve, décida d'adjoindre à sa résidence de nouveaux bâtiments qu'il fit édifier sous la direction de Thomas Lainée. Fantasque, il fit tout raser en 1741 pour reconstruire tout à neuf selon les plans de Jean-Baptiste Franque. Les travaux ne furent achever qu'en 1749. L'Hôtel fut acheté, en 1802 par le négociant Deleutre, qui le loua ensuite à la ville d'Avignon pour y installer les collections d'Esprit Calvet. Il fut acquis par la municipalité le 3 mars 1833 pour être transformé en musée.

### Hôtel de Brancas de Rochefort
Situé au no 35, André-Louis de Brancas, comte de Rochefort, confia la construction de son hôtel à Jean-Baptiste Franque qui y œuvra entre 1716 et 1732. En l'An III de la République, il devint la propriété de Louis-François-Xavier des Merles de Beauchamp puis, il passa par héritage à sa fille la marquise de l'Espine. Au XXe siècle, il fit d'abord fonction d'Hôtel de Police, puis il fut transformé en Collège Littéraire Universitaire avant de devenir le siège de la Chambre de métiers et de l'artisanat de Vaucluse.

### Hôtel de Raousset-Boulbon
Situé au no 33, il a été construit, peu après 1769, selon les plans de Jean-Baptiste Franque pour Joseph de Raousset, comte de Boulbon. Celui-ci s'était installé à Avignon en 1753. Sans Hôtel, il vivait en location, depuis le 7 août de cette même année, dans une partie de celui des Villeuneuve-Martignan. Son bail lui imposait un loyer de 1 500 francs annuel payable par trimestre anticipé. Il a été construit dans le style de son voisin Brancas de Rochefort.

### Hôtel de Suarès d'Aulan
Situé au no 34, l'ancien hôtel des Beauvoir de Nogaret fut vendu, en 1784, à Denis-François-Marie-Jean de la Croix de Suarès d'Aulan. Celui-ci fit appel à l'architecte Ange-Alexandre Bondon pour le faire entièrement reconstruire. Les travaux commencèrent en 1785. Au XIXe siècle, il fut transformé en une école tenue par les Frères des écoles chrétiennes. Lors de la Libération d'Avignon, de violents combats opposèrent résistants et miliciens, ce qui explique les traces de balles toujours visibles sur le mur confrontant la rue. L'Hôtel est actuellement transformé en collège.

### Chapelle de l'Oratoire
La chapelle de l'Oratoire d'Avignon fut commencée en 1713, reprise en 1730 pour être finalement achevée en 1749. Elle est classée monument historique depuis 1912. Son maître d'œuvre fut Jean Léonard (1690-1749), oratorien et chanoine de l'église Saint-Pierre d'Avignon. Marseillais d'origine, il s'inspira de la chapelle de l'Hôpital de la Vieille Charité qui avait été construite, en 1672, par Pierre Puget dans sa ville natale.

### Hôtel d'Anglésy
Il est situé à l'angle de la rue Saint-Agricol. Il fut dès 1618, la résidence avignonnaise du peintre hollandais Quirin van Bancken qui signait ses œuvres Quirinus van Bancki. Ce fut au cours du XVIIIe siècle que cette demeure passa à la famille Anglésy. Antoine-Esprit d'Anglésy, capitaine des mousquetaires du roi, étant décédé, sa veuve décida de se faire construire un Hôtel sur cet emplacement. Elle en confia les travaux à Jean-Pierre Franque, le fils de Jean-Baptiste, qui lui fournit un prix-fait le 10 septembre 1787. À partir de 1806, une partie des bâtiments abrita les archives départementales.

### Maison Bouchet

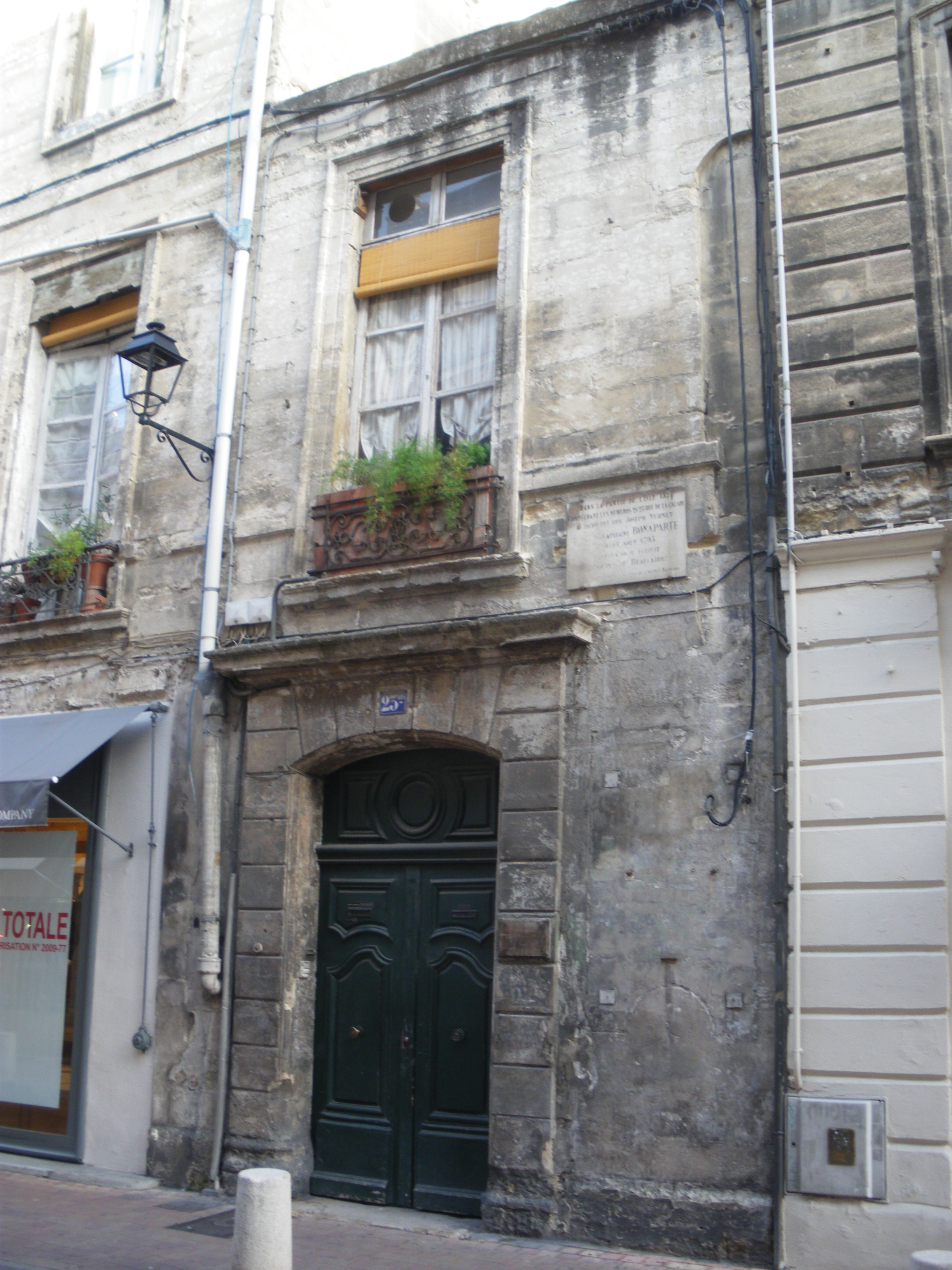
Maison Bouchet.

Située au nos 21-23, le propriétaire de la maison, Pierre Simon Bouchet (1747-1814), fut un agronome qui avait été troisième consul d'Avignon avant la Révolution. Elle a servi de logement, en 1793, au capitaine Bonaparte qui avait été envoyé par la Convention nationale pour organiser l'approvisionnement de l'Armée d'Italie. Le 26 juillet 1793, il suivit l'armée du général Carteaux. Mais atteint de paludisme, il fut contraint de revenir chez son logeur en août. Ce fut alors qu'il rédigea dans sa chambre son pamphlet jacobin contre le fédéralisme, Le Souper de Beaucaire.

### Laurette Théâtre
Située au no 18, cette salle fait partie des théâtres permanents d'Avignon.

### Hôtel Tonduti de Saint-Légier
Situé aux nos 7, 9 et 11, il fut la résidence de Pompée Catilina (1583-1669), colonel de l'Infanterie pontificale et fondateur de la Confrérie des Pénitents Noirs d'Avignon, puis au XVIIe siècle de François Tonduty, seigneur de Saint-Légier, qui était aussi jurisconsulte, Primacier de l'Université d'Avignon, et astronome formé par le jésuite Athanase Kircher. Il fit décorer ses appartements par Nicolas Mignard entre 1658 et 1659. Son entrée principale se fait dans la rue de la Petite Fusterie.

### Tour de la Maison Casal

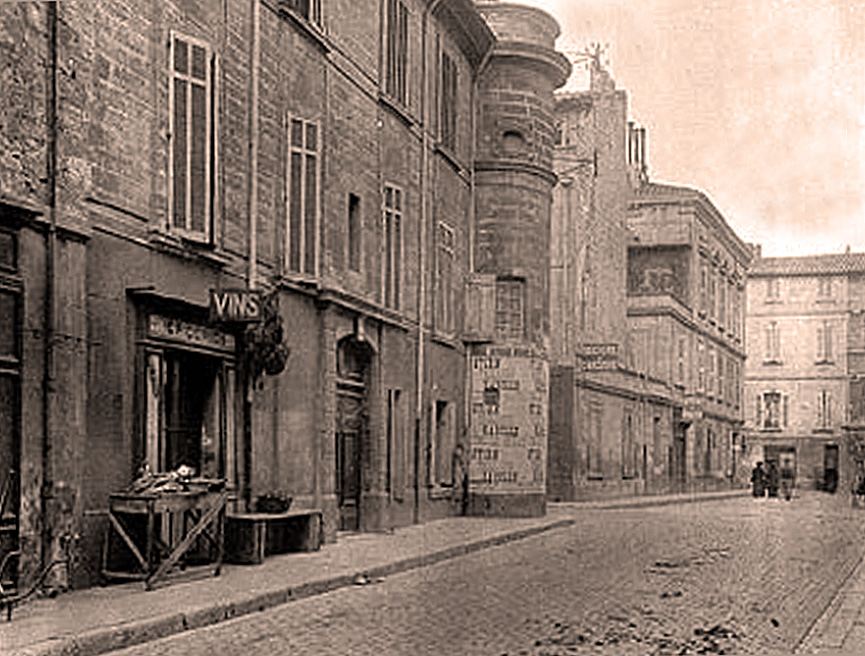
Tour de la Maison Casal.

Situé au no 6, il n'en reste qu'une moitié, percée d'un œil-de-bœuf Renaissance. Elle fut en effet en partie démolie lors du percement de la rue Folco de Baroncelli. Au cours du XVIIIe siècle elle eut comme propriétaire Jean-François de Casal, docteur en droit, qui lui laissa son nom. Puis, de 1736 à 1753, elle devint la résidence de Claude Pintat, archiviste de la ville d'Avignon. Une tradition veut que ce fut dans cette maison que, lors de son séjour dans la cité des papes, Louis XIV, après avoir joué à la paume dans une salle voisine, venait se « dessécher », c'est-à-dire s'éponger et se changer.